# Liste der Ausstellungen im Prevenhuberhaus
Die Liste der Ausstellungen im Prevenhuberhaus verzeichnet die Ausstellungstätigkeit seit der Eröffnung des Hauses im Jahr 2021.
| Jahr                              | Künstler | Ausstellung                              | Dauer                                      | Kuratoren Gestalter | Sonstiges |
| --------------------------------- | --- | ---------------------------------------- | ------------------------------------------ | ------------------- | --------- |
| 2021                              | |                                          |                                            |                     |           |
| Konrad Neubauer                   | Bauarbeiter. | bis 16. Mai 2021                         |                                            |                     |           |
| Konrad Neubauer                   | Eisenstraße. Anlässlich der Oberösterreichischen Landesausstellung in Steyr.                                       | 19. Juni 2021 bis 8. August 2021         |                                            |                     |           |
| Walter Oberbramberger             | Landschaftsgut Hoch- und Ansitze. Wechselspiel aus Skurrilität und Faszination.                                    | 13. August 2021 bis 3. Oktober 2021      |                                            |                     |           |
| Christina Sandner                 | Malereien, Zeichnungen und Tapisserie. Social media und das Festhalten eines Moments.                              | 9. Oktober 2021 bis 28. November 2021    |                                            |                     |           |
| Konrad Neubauer                   | B 121 – Auf alten Wegen. Von Weyer nach Gaflenz in den 1980er Jahren.                                              | 4. Dezember 2021 bis 30. Jänner 2022     |                                            |                     |           |
| 2022                              | |                                          |                                            |                     |           |
| Viktor Brázdil                    | Aus der Hüfte. street photography.                                                                                 | 5. Februar 2022 bis 27. März 2022        |                                            |                     |           |
| Petra Lupe und Anna Goldgruber    | ZWEI stichhaltig_vernetzt.                                                                                         | 2. April 2022 bis 29. Mai 2002           |                                            |                     |           |
| Walter Ebenhofer                  | Wolkenschaften. | 4. Juni 2022 bis 24. Juli 2022           |                                            |                     |           |
| Privatsammlung Willi Grasböck     | Kunst der Tivi. Bilder und Skulpturen, Aboriginal Art aus Melville Island, Australien.                             | 30. Juli 2022 bis 18. September 2022     |                                            |                     |           |
| Günter Seifert und Ingrid Seifert | Die Seiferts. Aquarelle, Mischtechnik.                                                                             | 27. August 2022 bis 2. Oktober 2022      |                                            |                     |           |
| Theresa Pewal                     | Ohne Rahmen. | 24. September 2022 bis 6. November 2022  |                                            |                     |           |
| Ingrid Gaier                      | Lebenszeichen. Zum Leben von Melitta Urbancic.                                                                     | 13. November 2022 bis 4. Dezember 2022   |                                            |                     |           |
| Alois Lindenbauer                 | Nahrung. Natur. | 11. Dezember 2022 bis 29. Jänner 2023    | Peter Assmann                              |                     |           |
| 2023                              | |                                          |                                            |                     |           |
| Franz Linschinger                 | Wer ist Fritz Fröhlich?                                                                                            | 4. Februar 2023 bis 19. März 2023        | Elisabeth Mayr-Kern                        | Inga Lynch          |           |
|                                   | Wanderausstellung Geh-Denk-Spuren 2020. Zu den Todesmarsch-Routen vom KZ Mauthausen zum KZ-Außenlager Gunskirchen. | 5. Mai 2023 bis 14. Mai 2023             | Wolfgang Mairinger und Martina Gugglberger |                     |           |
| Inès Klausberger                  | Sleeping Giants. Fotografie.                                                                                       | 19. Mai 2003 bis 2. Juli 2023            |                                            |                     |           |
| Konrad Neubauer                   | Synapsen Weyer Making Of.                                                                                          | 7. Juli 2023 bis 6. August 2023          |                                            |                     |           |
| Susanne Gamauf & Emil Gamauf      | Tandem. Gemeinsam einen Weg, eine Strecke zurücklegen. Tandem. Gegenseitige Vermittlung der eigenen Bildsprache.   | 11. August 2023 bis 24. September 2023   |                                            |                     |           |
| Rooobert Bayer                    | Bilder einer Einstellung. Fotografie, Malerei und Zeichnung.                                                       | 29. September 2023 bis 12. November 2023 |                                            |                     |           |